# محمد شاوين
محمد عثمان شاوين (15 فبراير 1986 -) هو عداء سعودي.

## حياته ونشأته
من مواليد 15 فبراير 1986، أشتهر محمد شاوين بحصوله على ذهبية دورة الألعاب الأسيوية التي أقيمت في الصين سنة 2010.
يشارك حاليا دورة الألعاب الأولمبية بلندن 2012.

## وصلات خارجية
- محمد شاوين على موقع الاتحاد الدولي لألعاب القوى (الإنجليزية)
- محمد شاوين على موقع الدوري الماسي (الإنجليزية)
- محمد شاوين على موقع أوليمبيديا (الإنجليزية)
- محمد شاوين على موقع أولمبياد لندن 2012